# Episodi di SEAL Team (terza stagione)
La terza stagione della serie televisiva SEAL Team, composta da 20 episodi, è stata trasmessa sul canale statunitense CBS dal 2 ottobre 2019 al 6 maggio 2020.
In Italia la stagione è stata trasmessa in prima visione assoluta sul canale Rai 4 dal 4 al 17 dicembre 2020.
| n° | Titolo originale                 | Titolo italiano                      | Prima TV USA     | Prima TV Italia  |
| -- | -------------------------------- | ------------------------------------ | ---------------- | ---------------- |
| 1  | Welcome to the Refuge            | Benvenuti al rifugio                 | 2 ottobre 2019   | 4 dicembre 2020  |
| 2  | Ignore and Override              | Ignora e va avanti                   | 9 ottobre 2019   | 4 dicembre 2020  |
| 3  | Theory and Methodology           | Teoria e metodologia                 | 16 ottobre 2019  | 7 dicembre 2020  |
| 4  | The Strength of the Wolf         | La forza del lupo                    | 23 ottobre 2019  | 7 dicembre 2020  |
| 5  | All Along the Watchtower Part. 1 | Missione di pace (Prima parte)       | 30 ottobre 2019  | 8 dicembre 2020  |
| 6  | All Along the Watchtower Part. 2 | Missione di pace (Seconda parte)     | 6 novembre 2019  | 8 dicembre 2020  |
| 7  | The Ones You Can't See           | Il dolore che non vedi               | 20 novembre 2019 | 9 dicembre 2020  |
| 8  | Danger Crossing                  | Passaggio rischioso                  | 27 novembre 2019 | 9 dicembre 2020  |
| 9  | Kill or Cure                     | Uccidi o cura                        | 4 dicembre 2019  | 10 dicembre 2020 |
| 10 | Unbecoming an Officer            | Condotta disdicevole                 | 11 dicembre 2019 | 10 dicembre 2020 |
| 11 | Siege Protocol Part. 1           | Protocollo d'assedio - prima parte   | 26 febbraio 2020 | 11 dicembre 2020 |
| 12 | Siege Protocol Part. 2           | Protocollo d'assedio - seconda parte | 26 febbraio 2020 | 11 dicembre 2020 |
| 13 | Fog of war                       | Nebbia di guerra                     | 4 marzo 2020     | 14 dicembre 2020 |
| 14 | Objects in Mirror                | Oggetti allo specchio                | 11 marzo 2020    | 14 dicembre 2020 |
| 15 | Rules of Engagement              | Regole di ingaggio                   | 18 marzo 2020    | 15 dicembre 2020 |
| 16 | Last Known Location              | Ultima posizione nota                | 25 marzo 2020    | 15 dicembre 2020 |
| 17 | Drawdown                         | Ritiro                               | 8 aprile 2020    | 16 dicembre 2020 |
| 18 | Edge of Nowhere                  | Sull'orlo del nulla                  | 22 aprile 2020   | 16 dicembre 2020 |
| 19 | In the Blind                     | Alla cieca                           | 29 aprile 2020   | 17 dicembre 2020 |
| 20 | No Choice in Duty                | Senza scelta                         | 6 maggio 2020    | 17 dicembre 2020 |